# Kenos Aroi
Kenos Aroi (auch Kenas Aroi; * 17. April 1942; † 22. Januar 1991) war ein nauruischer Politiker und Präsident der Republik Nauru vom 17. August bis 12. Dezember 1989.
Aroi war Mitglied des Nauruischen Parlaments und Finanzminister des früheren Präsidenten Kennan Adeang. Vor seiner Präsidentschaft war Aroi Vorsitzender der NPC. Mit Unterstützung von Kennan Adeang, welcher Hammer DeRoburt in einem Misstrauensvotum verdrängte, wurde Aroi am 17. August 1989 zum Präsidenten gewählt. Adeang wurde von Aroi zum Finanzminister benannt. Jedoch erlitt Aroi drei Monate später einen Schlaganfall und trat am 12. Dezember bei den Parlamentswahlen wegen angeschlagener Gesundheit zurück. Sein Verbündeter Bernard Dowiyogo war sein Nachfolger.
Gemäß Quellen der australischen Regierung war Kenos Aroi ein nichtanerkannter, jedoch biologischer Sohn von Hammer DeRoburt. Seine Tochter Millicent Aroi ist Botschafterin in Fidschi und Komponistin.